# Флаг Сиэтла
Флаг Сиэтла — официальный символ города Сиэтл штата Вашингтон Соединённых Штатов Америки. На бело-бирюзовом полотне изображена печать города (портрет вождя Сиэтла, окружённый двумя линиями), рядом с которой поместились надпись City of Goodwill («Город доброй воли») сверху и название города снизу. Отношение ширины флага к его длине составляет 11:15.
Флаг был разработан членом городского совета Сиэтла Полом Краабелом и утверждён 16 июля 1990 года, за четыре дня до начала проведения Игр доброй воли в городе.
В 2004 году Североамериканская вексиллологическая ассоциация поставила флаг Сиэтла на 30-е место в списке 150 лучших флагов городов США.
Флаг подвергается критике за нарушение устоявшихся правил проектирования флагов, в частности за сложный вид, включающий печать города. В 2019 году газеты The Seattle Times и The Stranger выступили с предложениями изменить флаг: так, второе издание организовало конкурс на новый флаг и провело голосование по десяти проектам-финалистам.